# LOVE&VICE
『LOVE&VICE』（ラヴ・アンド・ヴァイス）は、SPACE SHOWER MUSICより2016年1月27日に発売された日本のバンドSuchmosの2作目のEP。品番は通常盤：PECF-3159、初回限定盤：PECF-9022。

## 解説
前作『Essence』から約9か月半ぶりのリリース。2015年5月にTAIKINGとDJ KCEEが加入し、6人体制になってから初のEPとなる。初回限定盤のみDVDが付属しており、2015年9月10日に渋谷WWWで行われた1stアルバム『THE BAY』のリリースパーティー「Suchmos THE BAY」のライブ映像を収録している。
本作のリード曲「STAY TUNE」は、2016年1月13日より音楽配信サイトにて先行配信された。また、2016年9月8日からHonda「VEZEL」のCMソングに使用された。

## リリース、プロモーション
発売を記念して、発売日当日には大阪・心斎橋にてシークレットギグを開催し、翌週にはインストアイベントを名古屋と東京の2か所で開催した。2016年4月には、本作を引っさげて、自身初となる全国ツアー「TOUR LOVE&VICE」を全国6都市で開催した。

## 収録曲
| 全作曲: Suchmos。 |               |            |            |      |
| #                 | タイトル      | 作詞       | 作曲・編曲 | 時間 |
| 1.                | 「STAY TUNE」 | YONCE, HSU | Suchmos    | 4:59 |
| 2.                | 「FACE」      | YONCE      | Suchmos    | 4:24 |
| 3.                | 「BODY」      | YONCE, HSU | Suchmos    | 4:33 |
| 4.                | 「S.G.S.2」   |            | Suchmos    | 2:32 |
| 合計時間:         | 合計時間:     | 合計時間:  | 16:28      |      |

| #  | タイトル           | 作詞 | 作曲・編曲 |
| -- | ------------------ | ---- | ---------- |
| 1. | 「YMM」            |      |            |
| 2. | 「Burn」           |      |            |
| 3. | 「Alright」        |      |            |
| 4. | 「Miree」          |      |            |
| 5. | 「GET LADY」       |      |            |
| 6. | 「GIRL Feat.呂布」 |      |            |
| 7. | 「Pacific」        |      |            |
| 8. | 「BODY」           |      |            |
| 9. | 「Life Easy」      |      |            |